# Бинџен (Вашингтон)
Бинџен (енгл. Bingen) град је у америчкој савезној држави Вашингтон, у округу Кликитат. По попису становништва из 2010. године у њему је живело 712 становника.

## Историја
Бинџен је основао П. Ј. Суксдорф 1892. године, а он га је назвао по градићу Бинген на Рајни у Њемачкој.  Бинџен је званично регистрован 18. априла 1924. године.
Име града се изговара /ˈbɪndʒən/, упркос чињеници да се његов њемачки имењак изговара /ˈbɪŋən/.

## Географија
Према Бироу за попис становништва Сједињених Држава, град има укупну површину од 070 sq mi (181,30 km2), од чега је 062 sq mi (160,58 km2) копно и 008 sq mi (20,72 km2) вода.

## Клима
Бинџен има топло-летњу медитеранску климу (према Кепеновој класификација климе ријеч о Средоземној клима са топлим љетом (Csb)) коју карактеришу топла и сува љета, и хладне, промзрле кишне и сњежне зиме. У случају Бинџена, град има много топлија љета од локација у близини обале као што је Портланд, али задржава велике количине падавина у зимском периоду повезане са обалним локацијама. Највиша дневна температура током љета је репрезентативна за подручја са топлом љетњо-медитеранском климом, али је умјерена хладним ноћима, што узрокује велике дневне варијације температуре.
Просјечне температуре се крећу од 39 °F (4 °C) у јануару и 80 °F (27 °C) у јулу. Бинген у просјеку има влажне зиме и сува љета, такође репрезентативна за регион. Температуре изнад 32 °C (90 °F) су уобичајене током љета и често се дешавају.
Љетњи максимуми су изузетно врући у поређењу са подручјима која су захваћена обалском маглом.
| Клима Бинџен, Вашингтон  | Клима Бинџен, Вашингтон | Клима Бинџен, Вашингтон | Клима Бинџен, Вашингтон | Клима Бинџен, Вашингтон | Клима Бинџен, Вашингтон | Клима Бинџен, Вашингтон | Клима Бинџен, Вашингтон | Клима Бинџен, Вашингтон | Клима Бинџен, Вашингтон | Клима Бинџен, Вашингтон | Клима Бинџен, Вашингтон | Клима Бинџен, Вашингтон | Клима Бинџен, Вашингтон |
| Показатељ \ Месец        | .Јан.                   | .Феб.                   | .Мар.                   | .Апр.                   | .Мај.                   | .Јун.                   | .Јул.                   | .Авг.                   | .Сеп.                   | .Окт.                   | .Нов.                   | .Дец.                   | .Год.                   |
| ------------------------ | ----------------------- | ----------------------- | ----------------------- | ----------------------- | ----------------------- | ----------------------- | ----------------------- | ----------------------- | ----------------------- | ----------------------- | ----------------------- | ----------------------- | ----------------------- |
| Максимум, °C (°F)        | 7,2 (45,0)              | 10 (50,0)               | 13,3 (56,0)             | 16,1 (61,0)             | 20 (68,0)               | 22,8 (73,0)             | 26,7 (80,0)             | 26,1 (79,0)             | 23,3 (74,0)             | 17,8 (64,0)             | 11,7 (53,0)             | 7,8 (46,0)              | 16,9 (62,4)             |
| Просек, °C (°F)          | 3,9 (39,0)              | 6,1 (43,0)              | 8,9 (48,0)              | 11,1 (52,0)             | 14,4 (58,0)             | 17,2 (63,0)             | 20 (68,0)               | 20 (68,0)               | 17,2 (63,0)             | 12,8 (55,0)             | 7,8 (46,0)              | 5 (41,0)                | 12,03 (53,7)            |
| Минимум, °C (°F)         | 1,1 (34,0)              | 2,2 (36,0)              | 3,9 (39,0)              | 5,6 (42,0)              | 8,9 (48,0)              | 14,4 (58,0)             | 13,9 (57,0)             | 13,9 (57,0)             | 11,1 (52,0)             | 7,8 (46,0)              | 4,4 (40,0)              | 2,2 (36,0)              | 7,45 (45,4)             |
| Количина падавинаmm (in) | 157 (6,2)               | 112 (4,4)               | 97 (3,8)                | 51 (2,0)                | 36 (1,4)                | 28 (1,1)                | 8 (0,3)                 | 13 (0,5)                | 25 (1,0)                | 74 (2,9)                | 163 (6,4)               | 180 (7,1)               | 944 (37,1)              |
| Количина снега, cm (in)  | 36,3 (14,3)             | 19,1 (7,5)              | 7,6 (3,0)               | 1 (0,4)                 | 0 (0)                   | 0 (0)                   | 0 (0)                   | 0 (0)                   | 0 (0)                   | 0,3 (0,1)               | 12,2 (4,8)              | 41,7 (16,4)             | 118,2 (46,5)            |
| Дани са кишом            | 15                      | 12                      | 13                      | 10                      | 8                       | 5                       | 2                       | 2                       | 4                       | 9                       | 16                      | 16                      | 112                     |
| Извор #1:                |                         |                         |                         |                         |                         |                         |                         |                         |                         |                         |                         |                         |                         |
| Извор #2:                |                         |                         |                         |                         |                         |                         |                         |                         |                         |                         |                         |                         |                         |

## Саобраћај
Бинџен се налази дуж Државне руте 14, која га повезује са другим заједницама дуж сјеверне обале ријеке Колумбије. Хоод Ривер Бридге се налази западно од града и повезује Државни пут 14 на Худ Ривер, Орегон, и Међудржавну цесту 84. Бинџен је такође терминус Државне руте 141, аутопут који га повезује са Вајт Самомом, Траут Лејком и базом планине Адамс.
Амтрак, национални жељезнички оператер, изабрани оператер за коридорске услуге које подржава држава у 17 држава и за четири приградске железничке агенције, има станицу у Бинџену.

## Демографија

### Попис 2020.
Према попису становништва 2020. у граду је живјело 778 људи, 284 домаћинства.

### Попис 2010.
Према попису становништва из 2010. у граду је живјело 712 становника, што је 40 (6,0%) становника више него 2000. године.
Од 712 људи, било је 286 домаћинстава и 161 породица. Густина насељености износила је 1.148,4 становника по квадратној миљи (443,4/км2). Било је 313 стамбених јединица са просјечном густином од 504,8 по квадратној миљи (194,9/км2). Расни састав града био је 72,2% бјелаца, 0,3% Афроамериканаца, 1,3% Индијанаца, 0,3% Азијаца, 0,1% становника Пацифичког острва, 19,0% припадника других раса и 6,9% припадника двије или више раса. Хиспаноамериканци или Латиноамериканци било које расе чинили су 28,1% становништва.
Од 286 домаћинстава, од којих је 35,3% имало дјецу млађу од 18 година са њима живјело, 37,1% су били брачни парови који су живјели заједно, 11,5% је имало женско домаћинство без присуства мужа, 7,7% је имало мушко без супруге, а 43,7% су били непородични. Уз то 34,3% свих домаћинстава су чинили појединци, а 5,9% је имало некога ко је сам а имао је 65 година или више. Просјечна величина домаћинства је била 2,46, а просјечна величина породице 3,15.
Средња старост у граду била је 35,2 године; 26,3% становника било је млађе од 18 година; 8% је било између 18 и 24 године; 31,9% је било од 25 до 44 године; 24,8% је било од 45 до 64 године; а 9% је имало 65 година или више. Полна структура града била је 53,8% мушкараца и 46,2% жена.

### Попис 2000.
Према попису становништва 2000. године, у граду је живјело 672 људи, 286 домаћинстава и 157 породица. Густина насељености била је 1.032,4 људи по квадратној миљи (399,2/км2). Било је 327 стамбених јединица са просјечном густином од 502,4 по квадратној миљи (194,2/км2). Расни састав града био је 72,62% бјелаца, 0,30% Афроамериканаца, 3,72% Индијанаца, 0,74% Азијаца, 17,56% других раса и 5,06% од двије или више раса. Хиспаноамериканци или Латиноамериканци било које расе чинили су 25,30% становништва.
Имало је 286 домаћинстава, од којих је 34,3% имало дјецу млађу од 18 година са њима, 36,4% су били брачни парови који су живјели заједно, 12,9% је имало женско домаћинство без присуства мужа, а 45,1% је било непородично. 37,4% свих домаћинстава су чинили појединци, а 7,7% је имало некога ко је сам имао 65 година или више. Просјечна величина домаћинства је била 2,33, а просјечна величина породице 3,18.
У граду је становништво било распрострањено, и то 29,5% млађих од 18 година, 9,7% од 18 до 24 године, 31,1% од 25 до 44 године, 21,3% од 45 до 64 године и 8,5% старости од 65 година одн. старији. Средња старост је била 33 године. На сваких 100 жена било је 102,4 мушкараца. На сваких 100 жена старости 18 и више година, било је 101,7 мушкараца.
Просјечни приход за домаћинство у граду био је 24.375 долара, а средњи приход за породицу 27.361 долара. Мушкарци су имали средњи приход од 27.083 долара у односу на 19.886 долара за жене. Приход по глави становника за град је био 12.290 долара. Око 21,4% породица и 25,4% становништва било је испод границе сиромаштва, укључујући 33,5% оних испод 18 година и 26,2% оних који су старији од 65 година.

#### Сумарум
| Група             | 2000.       | 2010.       | 2020. |
| Белци             | 461 (68,6%) | 466 (65,4%) | (%)   |
| Афроамериканци    | 2 (0,3%)    | 2 (0,3%)    | (%)   |
| Азијати           | 5 (0,7%)    | 2 (0,3%)    | (%)   |
| Хиспаноамериканци | 170 (25,3%) | 200 (28,1%) | (%)   |
| Укупно            | 672         | 712         | (%)   |

| Година | Становништво | Напомена | %±    |
| ------ | ------------ | -------- | ----- |
| 1930   | 365          |          | —     |
| 1940   | 600          |          | 644%  |
| 1950   | 736          |          | 227%  |
| 1960   | 636          |          | −136% |
| 1970   | 671          |          | 55%   |
| 1980   | 644          |          | −40%  |
| 1990   | 645          |          | 02%   |
| 2000   | 672          |          | 42%   |
| 2010   | 712          |          | 60%   |
| 2020   | 778          |          | 93%   |